# مضخم الطاقة
في الفيزياء النووية، يُعد مضخم الطاقة نوعًا جديدًا من مفاعلات الطاقة النووية، وهو مفاعل دون الحرج، يستخدم فيه شعاع جسيمات نشطة لتحفيز تفاعل، يؤدي بدوره لإطلاق طاقة تكفي لتشغيل معجل جسيمات ويترك هامش طاقة لتوليد الطاقة. وقد تمت الإشارة إلى هذا المفهوم مؤخرًا بالنظام القائم على مُعجل (ADS).

## معلومات تاريخية
ينسب هذا المفهوم إلى العالم الإيطالي كارلو روبيا، وهو فيزيائي الحائز على جائزة نوبل في الفيزياء النووية والمدير الأسبق لمختبر سِرن العالمي للفيزياء النووية. فقد نشر بحثًا لمفاعل طاقة معتمد على مسرع دوراني للبروتونات بطاقة شعاع تبلغ 800 ملليإلكترون فولت إلى 1 جيجا إلكترون فولت، وهدف يحتوي على الثوريوم كوقود والرصاص كمبرد.

## المبدأ والجدوى
يستخدم مضخم الطاقة مسرعًا دورانيًا تزامنيًا أو أي معجل آخر مناسب (مثل المسرع الدوراني، أو متدرج تبادلي ثابت المجال) لإنتاج شعاع من البروتونات. وتصطدم هذه الأدوات بهدف معدني ثقيل مثل الرصاص أو الثوريوم أو اليورانيوم وتنتج النيوترونات خلال عملية التشظية. وقد يكون من الممكن زيادة تدفق النيوترونات من خلال استخدام مضخم نيوترونات، وهو عبارة عن طبقة رقيقة من مادة انشطارية تحيط بمصدر التشظية؛ وقد تم اقتراح استخدام مبدأ تضخيم النيوترون في مفاعلات كاندو (CANDU). وبينما يعتبر مفاعل كاندو تصميمًا حرجًا، إلا أنه يمكن تطبيق العديد من المفاهيم على نظام دون الحرج. وتمتص نواة الثوريوم النيوترونات، وبذلك ينتج اليورانيوم-233 القابل للانشطار، وهو أحد نظائر اليورانيوم وغير موجود في الطبيعة. وتتسبب النيوترونات المعتدلة في انشطار اليورانيوم -233، وتتحرر الطاقة.
ويعتبر هذا التصميم معقولاً تمامًا مع التقنية المتاحة حاليًا، ولكنه يتطلب المزيد من الدراسة قبل السماح به عمليًا واقتصاديًا.
تتم دراسة مشروع
OMEGA project (Option Making of Extra Gain from Actinides and fission products (オメガ計画))
كإحدى منهجيات النظام القائم على مُعجل (ADS) في اليابان.

## المزايا
يتميز المفهوم بالعديد من المزايا المحتملة أكثر من مفاعلات الانشطار النووي التقليدية:
- يعني التصميم دون الحرج أنه لن يتسرب التفاعل عند وقوع أي شيء خاطئ ــ حيث سيتوقف التفاعل ويبرد المُفاعل. ومع ذلك، قد يحدث انصهار نووي إذا انعدمت القدرة على تبريد المُفاعل.
- ويعتبر عنصر الثوريوم من العناصر الموجودة بوفرة - أكثر من عنصر اليورانيوم بكثير - مما يقلل من مشكلات الإمداد الإستراتيجية والسياسية، ويقضي على فصل النظائر المكلف والمستنفد للطاقة. ويوجد من عنصر الثوريوم ما يكفي لتوليد طاقة تكفي على الأقل لآلاف الأعوام بمعدلات الاستهلاك الحالية.[3]
- يُنتج مضخم الطاقة كمية قليلة جدًا من البلوتونيوم، لذلك يمكن اعتباره أكثر مقاومة للانتشار من الطاقة النووية التقليدية (على الرغم من أن التشكيك في عنصر اليورانيوم-233 كمادة سلاح نووي يجب تقديره بحرص.
- توجد إمكانية استخدام المفاعل لاستهلاك البلوتونيوم، مما يقلل من المخزون الاحتياطي العالمي من العناصر ذات العمر الطويل.
- تنتج مخلفات إشعاعية أقل عمرًا - تنحل مادة المخلفات بعد 500 عام إلى المستوى الإشعاعي من رماد الفحم.
- لا توجد حاجة لعلم جديد؛ فالتقنيات اللازمة لبناء مضخم الطاقة جميعها ثابتة. حيث لا يتطلب بناء مضخم طاقة سوى بعض جهود الهندسة التطبيقية، ولا يتطلب إجراء بحث أساسي (على عكس بحوث الاندماج النووي).
- توليد الطاقة اقتصادي مقارنة بتصميمات المفاعلات النووية الحالية عند اعتبار تكاليف |دورة الوقود والتفكيك.
- يمكن أن يعمل التصميم على نطاق صغير نسبيًا، مما يجعله مناسبًا للدول التي لا تمتلك نظام شبكة طاقة مطورًا جيدًا.
- الأمان المتأصل ونقل الوقود الآمن ممكن أن يجعل هذه التقنية أكثر ملاءمة للدول النامية وكذلك المناطق ذات الكثافة السكانية المرتفعة.

## العيوب
- صعوبات تقنية عامة.
- يحتاج كل مفاعل منشأته الخاصة (معجل الجسيمات) وذلك من أجل توليد شعاع عالي الطاقة من البروتونات، والذي يعتبر مكلفًا للغاية. وبعيدًا عن المعجل الخطي، الذي يعتبر مكلفًا للغاية، لم يتم بناء معجل بروتون بقدرة وطاقة كافية (> ~12 ميجا واط عند 1 جيجا إلكترون فولت). ويستخدم مصدر نيوترون التشظي شعاع بروتون 1.44 ميجا واط لإنتاج نيوتروناته، بترقية تصورية تصل إلى 5 ميجا واط.[4] وقد شملت تكلفته البالغة 1.1 مليار دولار المعدات البحثية غير المطلوبة لمفاعل تجاري.

## وصلات خارجية
- New Age Nuclear: article on energy amplifiers | Cosmos Magazine